# گفتاری در باب نابرابری

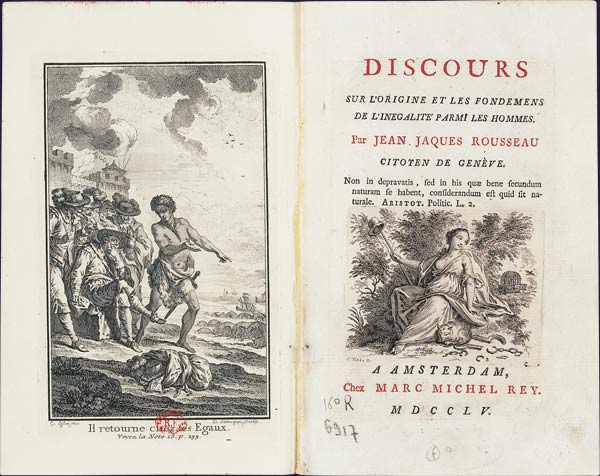
صفحه اول و عنوان یک نسخه از گفتاری در باب نابرابری روسو (۱۷۵۴)، که توسط مارک میشل ری در ۱۷۵۵ در هلند منتشر شده‌است.

گفتاری در باب ریشه و بنیان‌های نابرابری میان انسان‌ها (به انگلیسی: Discourse on the Origin and Basis of Inequality Among Men)، اثری به زبان فرانسوی، از ژان ژاک روسو است که در سال ۱۷۵۵ منتشر گردید. این اثر به نام گفتار دوم نیز مشهور است.
روسو تصور خود از مفهوم وضع طبیعی انسان را در ابتدای اثر خود نشان می‌دهد. تصویر او از وضع طبیعی، در واقع یک مدل فرضی از وضع طبیعی انسان است. او سپس از همین طریق سعی می‌کند نشان دهد که انسان‌ها چگونه جامعه مدنی را به وجود آورده‌اند که در نهایت به این نتیجه می‌رسد که مالکیت خصوصی منبع اصلی و اساس همه نابرابری‌ها است.
در بعضی تفسیر ها (مانند نویهاوزر)، ریشه و عامل نابرابری در جامعه، انگیزه‌ای است به نام آمور پراپر یا حب ذات. در نظر روسو، انسان ذاتاً نیک است، اما با ورود به جامعه، انگیزه‌ای در او پدید می‌آید که می‌خواهد در نگاه دیگران به رسمیت شناخته شود. بنابراین گرچه عوامل دیگری چون، تقسیم کار، مالکیت خصوصی و ظهور نهاد سیاسی تاثیری عمیق در به وجود آمدن نابرابری داشته‌اند، اما بدون آمور پراپر امکان ظهور نابرابری، به این وسعت و شدت، در جوامع انسانی وجود نداشت.
خلاصه افکار روسو در این اثر، بدین ترتیب است:
الف) طبیعت، انسان را خوب خلق کرده ولی جامعه او را شرور کرده‌است.
ب) طبیعت انسان را آزاد آفریده ولی جامعه او را برده کرده‌است.
پ) طبیعت انسان را خوشبخت به وجود آورده ولی جامعه موجب بیچارگی او شده‌است.
این سه قضیه، که به هم مربوط است، یک حقیقت را بیان می‌کنند و آن اینکه: نسبت اجتماع به عالم طبیعت مانند نسبت شر است به خیر؛ البته، اگرچه روسو انسان را در طبیعت اولیه خوشبخت می‌یابد به هیچ رو توصیه نمی‌کند که انسان مسیر بازگشت به گذشته را آغاز کند، چرا که آن را هم غیرممکن می‌داند و این بازگشت را هم موجب فلاکت آدمی تلقی می‌کند.

## زمینه
این اثر در سال ۱۷۵۴ در پاسخ به پرسشی که در مسابقه آکادمی دیژون مطرح گردید، نوشته شد. پرسش بدین ترتیب بود: "منشا نابرابری در میان انسان‌ها چیست و آیا قانون طبیعی آن را مجاز می‌داند؟" در نهایت روسو در این مسابقه برنده نشد اما در سال ۱۷۵۵ متن خود را منتشر کرد.

## ترجمه به فارسی
این اثر در سال ۱۳۸۶ توسط حسین راغفر و حمید جاودانی، به فارسی برگردانده شده‌ است. این کتاب توسط مؤسسه عالی آموزش و پژوهش مدیریت و برنامه‌ریزی با عنوان «گُفتاری در بابِ نابرابری» به چاپ رسیده‌است.
این اثر در سال ۱۴۰۰ هم توسط ماهان سیارمنش به فارسی برگردانده شده است که ویراستاری آن را فرید درفشی بر عهده داشته است. این کتاب توسط انتشارات دوات معاصر با عنوان «گفتاری در باب نابرابری» به چاپ رسیده است. 